# Fjäderhibiskus
Fjäderhibiskus (Hibiscus schizopetalus) är en städsegrön buske ur familjen malvaväxter från Kenya till norra Moçambique och Tanganyika. Introducerad på många håll i tropikerna. Den har använts i hybrider med hibiskus. Odlas ibland som krukväxt.
Kala buskar med öppet, överhängande växtsätt, 2–4 m höga. Blad 2–7 cm långa, 1–5 cm breda, elliptiska, skarpt tandade, hela. Bladskaft korta, 0.5–2 cm långa. Blommorna kommer ensamma i bladvecken, blomstjälk 8–15 cm lång vilket gör att blomman hänger. Kronbladen är 4–6 cm långa, 2–3 cm breda, rosafärgade med rosa och röda strimmor, fransiga och tillbakadragna. Ståndarpelare 8–10 cm lång. Kapsel avlång, cylindrisk 3–4 cm lång, 1 cm i diameter. Fröna kala. Pollineras av solfåglar.

## Odling
Odlas som hibiskus, men eftersom den blommar på fjolårsskotten skall den beskäras kort efter blomningen och ej på våren.